# 鉄骨飲料
鉄骨飲料（てっこついんりょう）は、かつてサントリーフーズ株式会社から発売されていた清涼飲料水である。

## 概要
鉄分（鉄化合物）、カルシウム（カルシウム化合物）、およびCPP（カゼインホスホペプチド）を配合した、特定保健用食品である。
- 種別 - 保健機能食品（消費者庁許可　特定保健用食品）
- 原材料名 - 砂糖、グレープフルーツ果汁、CPP（カゼインホスホペプチド）、乳酸カルシウム、香料、酸味料、塩化カルシウム、パントテン酸カルシウム、安定剤（ペクチン）、クエン酸鉄ナトリウム、酸化防止剤（ビタミンC）、カロチン色素
- 容量 - 200ml
- 外観 - ペットボトルに白色のプラスチックキャップ。ラベルは青、白、赤を使ったデザイン。

## 歴史
1989年の発売開始から1年間で1億5000万本以上が販売された。鷲尾いさ子が出演するテレビCM第1弾が話題となり、以後も新しいバージョンが作られ放映された。また、CMに使われていたオリジナル曲をフルコーラスアレンジした曲である『鉄骨娘』が1990年にCD・カセットテープ・ビデオテープとして販売され、1990年9月末までにCDとテープは合計で約14万枚、ビデオテープは約1万4000本の売り上げとなった。
1995年には、当時の厚生省から特定保健用食品としての標示許可を受けた。また味も改良され、ラベルデザインも金色を配したものに変更された。
1999年のリニューアルに際しては味が改良されるとともに、ラベルから金色が無くなり、発売開始当初に近い配色となった。
2010年3月に約11年ぶりとなる改良が行われた際は、容器がガラス瓶からペットボトルに変更された。また容量が120mlから200mlに増量され、カルシウム含有量が200mgに増量された。このリニューアルに伴い、約20年ぶりにテレビCMを行うこととなり、2010年3月30日に放送が開始された。CMの制作にあたっては、1989年当時のCMの制作スタッフが再び携わることとなった。このCMでは、当初のCMの独特の世界観を受け継いでおり、歌詞には変更がなされている。また登場人物には『鉄骨女神』という呼称を用いており、『鉄骨女神』は弥生が演じている。

## CMソングのCD
- 鉄骨娘（1990年3月21日）
作詞・作曲・編曲 - 東京バナナボーイズ
歌 - 鷲尾いさ子と鉄骨娘
- 風の鉄骨娘（1991年4月10日）
作詞・作曲・編曲 - 東京バナナボーイズ
歌 - 鷲尾いさ子と鉄骨娘
- 鉄骨娘パオ♥〜パオ♥のテーマ〜（2010年4月21日）
作詞・作曲 - 村上明彦
歌 - パオ♥（吉川まりあ、フォンチー）

## 姉妹商品・関連商品
姉妹商品として、パッケージのデザインを同じくした「鉄骨飴」というキャンディが販売された。こちらも鉄分が入っており、またグレープフルーツ味であった。
1991年には、名前に同じ語感をもつ商品として「熱血飲料」が当社より発売された。CMソングには、前述の鉄骨飲料のCMソングで作詞・作曲・編曲を手掛けた東京バナナボーイズの「熱血キッドの唄」が使用され、同曲もCD化された。